# Dunne blauwkorst
Dunne blauwkorst (Porpidia soredizodes) is een korstmossoort uit de familie Lecideaceae. Hij leeft in symbiose met een chlorococcoïde alg.

## Determinatie
Dunne blauwkorst is een korstvormig korstmos. Het thallus is blauwgrijs, dun en heeft zeer kleine, putvormige soralen met donkere sorediën. Vaak is het thallus deels roestbruin verkleurd. Apotheciën zijn zelden aanwezig, zwart en klein.
Dunne blauwkorst heeft de volgende kenmerkende kleurreacties: C- en UV-.

## Ecologie
Dunne blauwkorst groeit uitsluitend epilitisch, op kalkarme steen. De soort komt vaak samen voor met groengrijze soredieuze grijsgroene steenkorst (Lecidella scabra) op oude baksteenmuren.

### Syntaxonomie
In de syntaxonomie staat dunne blauwkorst te boek als kensoort voor de associatie van dunne blauwkorst (Porpidietum soredizodis).

## Verspreiding
In Nederland is dunne blauwkorst vrij algemeen, niet bedreigd en staat niet op de Nederlandse Rode Lijst.